# 千曳駅
千曳駅（ちびきえき）は、青森県上北郡東北町字千曳にある、青い森鉄道青い森鉄道線の駅である。

## 歴史
- 1910年（明治43年）11月15日：鉄道院の駅として開業[1]。
- 1962年（昭和37年）10月20日：南部縦貫鉄道開業。
- 1968年（昭和43年）8月5日：東北本線の線路改良（複線電化）工事に伴い現在地に移転。同時に貨物扱い廃止[2]。無人駅となる[3]。旧駅は、南部縦貫鉄道の西千曳駅となった（南部縦貫鉄道との接続駅は野辺地駅に変更）。
- 1987年（昭和62年）4月1日：国鉄分割民営化により、東日本旅客鉄道（JR東日本）の駅となる[1]。
- 2010年（平成22年）12月4日：東北新幹線全線開業に伴い、青い森鉄道に移管。
- 2021年（令和3年）3月13日：同日実施のダイヤ改正で、前日まで停車していた八戸行始発電車が通過[4]。
- 2024年（令和6年）11月6日：青い森鉄道の公式 Instagramで当駅の待合室がリニューアルしたと発表 。

## 駅構造
相対式ホーム2面2線を有する地上駅である。野辺地駅管理の無人駅。ホーム間を行き来する設備はなく、ホームの青森方を跨いでいる県道の陸橋を介して連絡する。

### のりば

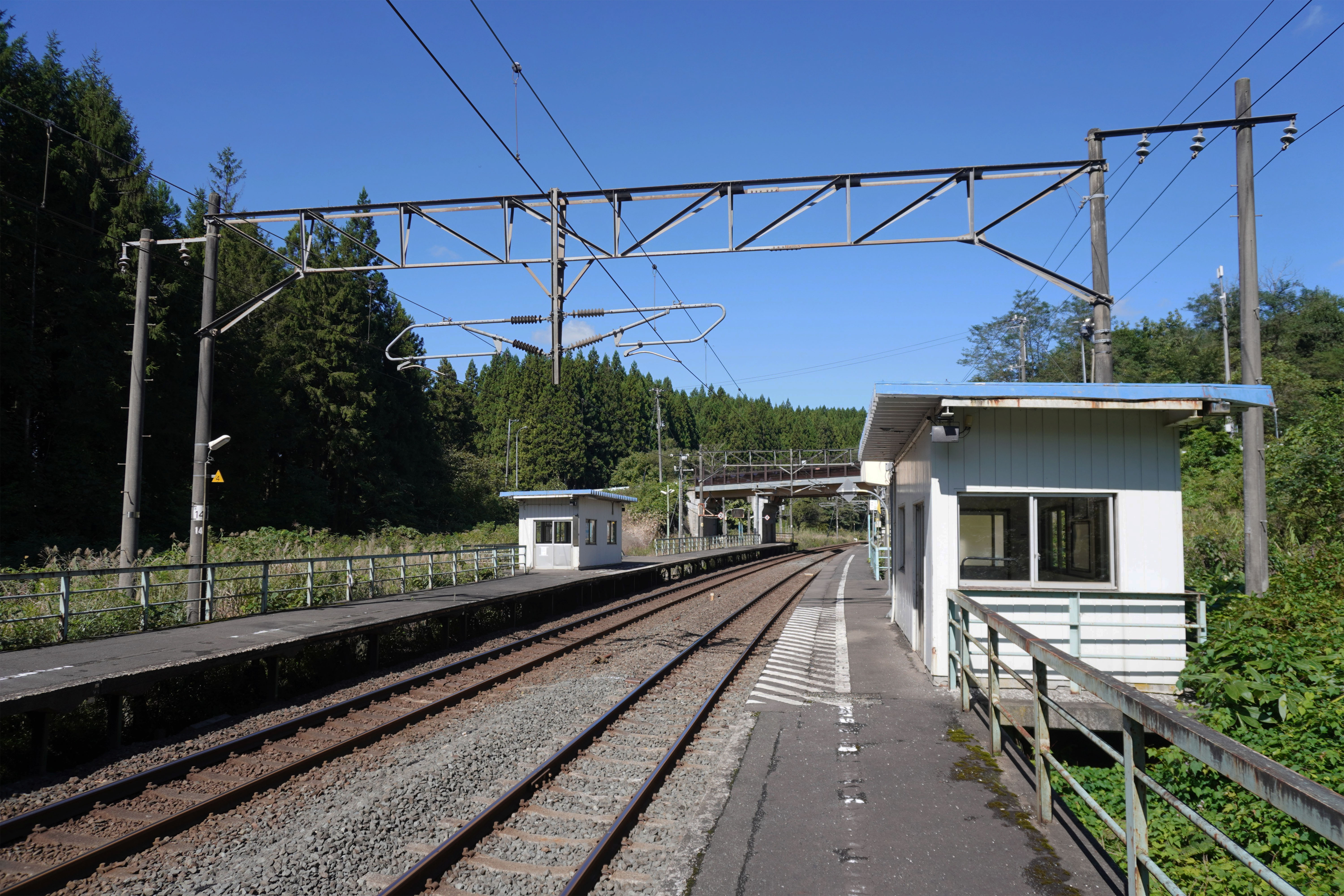
ホーム（2023年9月）

| ホーム | 路線          | 方向 | 行先           |
| ------ | ------------- | ---- | -------------- |
| 東側   | ■青い森鉄道線 | 上り | 八戸・目時方面 |
| 西側   | ■青い森鉄道線 | 下り | 青森方面       |

※案内上の番線番号は設定されていない。
- ホーム（2023年9月）

## 利用状況
| 1日乗降人員推移 | 1日乗降人員推移 |
| 年度            | 1日平均人数     |
| --------------- | --------------- |
| 2011年          | 16              |
| 2012年          | 14              |
| 2013年          | 14              |
| 2014年          | 8               |
| 2015年          | 10              |
| 2016年          | 5               |
| 2017年          | 5               |
| 2018年          | 2               |

## 駅周辺
当駅周辺は森林や田畑が広がり、建物は非常に少ない。千曳の集落は駅から西へ約2キロメートル離れた旧・西千曳駅（1968年移転前の千曳駅）付近が中心となっている。
- 青森県道8号八戸野辺地線
- 国道4号
- 大平（）トンネル - 当駅と野辺地駅との間に所在する。
- 千曳簡易郵便局

## 隣の駅
青い森鉄道
■青い森鉄道線
□快速「しもきた」
通過
■普通（560M列車は通過）
乙供駅 - 千曳駅 - 野辺地駅